# T.Palm-Pôle Continental Wallon
L'equip T.Palm-Pôle Continental Wallon (codi UCI: PCW) és un equip ciclista belga, de ciclisme en ruta. Creat al 2006, té categoria continental.

## Principals resultats
- Tour de Flandes sub-23: Kevyn Ista (20067)
- Gran Premi del 1r de maig: Jean Philippe Dony (2006)
- Kattekoers: Sébastien Delfosse (2007)
- Zellik-Galmaarden: Kevyn Ista (2007)
- Fletxa ardenesa: Sébastien Delfosse (2007)
- Fletxa de Gooik: Fabio Polazzi (2007)
- Gran Premi Criquielion: Fabio Polazzi (2008), Tom David (2012)

### A les grans voltes
- Giro d'Itàlia
  - 0 participacions

- Tour de França
  - 0 participacions

- Volta a Espanya
  - 0 participacions

## Composició de l'equip
| \| Llista de l'equip 2015 \| Llista de l'equip 2015 \| Llista de l'equip 2015 \| Llista de l'equip 2015 \| \| Ciclista \| Data de naixement \| Equip previ \| \| \| -------------------------------------------------- \| ---------------------- \| ----------------------- \| ---------------------- \| \| Thomas Armstrong \| 27 de agost de 1994 \| \| \| \| Jonathan Baratto (1 de gen–12 de juny) \| 27 de setembre de 1991 \| \| \| \| Boris Beelen (1 de gen–30 de juny) \| 18 de febrer de 1993 \| \| \| \| Gilles Billen \| 10 de abril de 1996 \| \| \| \| Sébastien Carabin \| 28 de març de 1989 \| \| \| \| Claudio Catania \| 4 de maig de 1992 \| \| \| \| Louis Convens \| 5 de desembre de 1993 \| Verandas Willems (2014) \| \| \| Guillaume Delvaux \| 20 de juny de 1996 \| VC Ardennes (2014) \| \| \| Antoine Didier (19 de juny–31 de des) \| 31 de març de 1992 \| \| \| \| Guillaume Haag \| 9 de novembre de 1989 \| \| \| \| Bastien Kroonen \| 5 de desembre de 1996 \| VC Ardennes (2014) \| \| \| Nicolas Mertz \| 30 de juliol de 1993 \| Verandas Willems (2014) \| \| \| Jeff Peelaers \| 30 de setembre de 1992 \| \| \| \| Rudy Rouet (1 de gen–30 de juny) \| 5 de gener de 1985 \| Ottignies-Perwez (2013) \| \| \| Alexandre Seny \| 22 de juny de 1994 \| \| \| \| Ian Vansumere \| 14 de juny de 1990 \| Josan-To Win (2014) \| \| \| Maxime Vekeman \| 14 de setembre de 1993 \| \| \| \| Andrew Ydens \| 23 de agost de 1989 \| \| \| \| Matthias Houlmont (1 de ago–31 de des, aprenent) \| 11 de juny de 1996 \| \| \| \| Thibault Parmentier (1 de ago–31 de des, aprenent) \| 24 de agost de 1995 \| \| \| \| \| \| \| \| \| Font: ProCyclingStats \| \| \| \| |                        |                         |  |
| Llista de l'equip 2015 |                        |                         |  |
| Ciclista | Data de naixement      | Equip previ             |  |
| Thomas Armstrong | 27 de agost de 1994    |                         |  |
| Jonathan Baratto (1 de gen–12 de juny) | 27 de setembre de 1991 |                         |  |
| Boris Beelen (1 de gen–30 de juny) | 18 de febrer de 1993   |                         |  |
| Gilles Billen | 10 de abril de 1996    |                         |  |
| Sébastien Carabin | 28 de març de 1989     |                         |  |
| Claudio Catania | 4 de maig de 1992      |                         |  |
| Louis Convens | 5 de desembre de 1993  | Verandas Willems (2014) |  |
| Guillaume Delvaux | 20 de juny de 1996     | VC Ardennes (2014)      |  |
| Antoine Didier (19 de juny–31 de des) | 31 de març de 1992     |                         |  |
| Guillaume Haag | 9 de novembre de 1989  |                         |  |
| Bastien Kroonen | 5 de desembre de 1996  | VC Ardennes (2014)      |  |
| Nicolas Mertz | 30 de juliol de 1993   | Verandas Willems (2014) |  |
| Jeff Peelaers | 30 de setembre de 1992 |                         |  |
| Rudy Rouet (1 de gen–30 de juny) | 5 de gener de 1985     | Ottignies-Perwez (2013) |  |
| Alexandre Seny | 22 de juny de 1994     |                         |  |
| Ian Vansumere | 14 de juny de 1990     | Josan-To Win (2014)     |  |
| Maxime Vekeman | 14 de setembre de 1993 |                         |  |
| Andrew Ydens | 23 de agost de 1989    |                         |  |
| Matthias Houlmont (1 de ago–31 de des, aprenent) | 11 de juny de 1996     |                         |  |
| Thibault Parmentier (1 de ago–31 de des, aprenent) | 24 de agost de 1995    |                         |  |
| |                        |                         |  |
| Font: ProCyclingStats |                        |                         |  |

| \| Llista de l'equip \| Llista de l'equip \| Llista de l'equip \| Llista de l'equip \| \| Ciclista \| Data de naixement \| Equip previ \| \| \| ------------------------------------------------ \| ---------------------- \| ------------------------------------ \| ----------------- \| \| Dylan Bodchon \| 29 de agost de 1995 \| Ottignies-Perwez (2015) \| \| \| Auxence Buntinx \| 13 de desembre de 1996 \| Ottignies-Perwez (2015) \| \| \| Sébastien Carabin \| 28 de març de 1989 \| \| \| \| Claudio Catania \| 4 de maig de 1992 \| \| \| \| Olivier Cornet \| 21 de setembre de 1997 \| UC Seraing Crabbé Performance (2015) \| \| \| Guillaume Delvaux \| 20 de juny de 1996 \| VC Ardennes (2014) \| \| \| Antoine Didier \| 31 de març de 1992 \| \| \| \| Tom Galle (15 de jul–31 de des) \| 13 de setembre de 1995 \| \| \| \| Jesse Geerts (1 de gen–30 de juny) \| 28 de abril de 1995 \| CCT-Champion System (2015) \| \| \| Guillaume Haag \| 9 de novembre de 1989 \| \| \| \| Bavo Haemels \| 5 de novembre de 1994 \| Rupelspurters Boom (2015) \| \| \| Bastien Kroonen \| 5 de desembre de 1996 \| VC Ardennes (2014) \| \| \| Wouter Leten \| 11 de gener de 1994 \| Metec-TKH-Mantel (2015) \| \| \| Nicolas Mertz \| 30 de juliol de 1993 \| Verandas Willems (2014) \| \| \| Thomas Petit \| 17 de novembre de 1996 \| Ottignies-Perwez (2015) \| \| \| Alexandre Seny \| 22 de juny de 1994 \| \| \| \| Laurens Vandermeer \| 12 de març de 1997 \| Davo Tongeren (2015) \| \| \| Maxime Vekeman \| 14 de setembre de 1993 \| \| \| \| Alexandre Toubeau (1 de ago–31 de des, aprenent) \| 30 de desembre de 1995 \| \| \| \| Victor Van Bost (23 de ago–31 de des, aprenent) \| 23 de gener de 1996 \| \| \| \| \| \| \| \| \| Fonts: ProCyclingStats Cycling Archives \| \| \| \| |                        |                                      |  |
| Llista de l'equip |                        |                                      |  |
| Ciclista | Data de naixement      | Equip previ                          |  |
| Dylan Bodchon | 29 de agost de 1995    | Ottignies-Perwez (2015)              |  |
| Auxence Buntinx | 13 de desembre de 1996 | Ottignies-Perwez (2015)              |  |
| Sébastien Carabin | 28 de març de 1989     |                                      |  |
| Claudio Catania | 4 de maig de 1992      |                                      |  |
| Olivier Cornet | 21 de setembre de 1997 | UC Seraing Crabbé Performance (2015) |  |
| Guillaume Delvaux | 20 de juny de 1996     | VC Ardennes (2014)                   |  |
| Antoine Didier | 31 de març de 1992     |                                      |  |
| Tom Galle (15 de jul–31 de des) | 13 de setembre de 1995 |                                      |  |
| Jesse Geerts (1 de gen–30 de juny) | 28 de abril de 1995    | CCT-Champion System (2015)           |  |
| Guillaume Haag | 9 de novembre de 1989  |                                      |  |
| Bavo Haemels | 5 de novembre de 1994  | Rupelspurters Boom (2015)            |  |
| Bastien Kroonen | 5 de desembre de 1996  | VC Ardennes (2014)                   |  |
| Wouter Leten | 11 de gener de 1994    | Metec-TKH-Mantel (2015)              |  |
| Nicolas Mertz | 30 de juliol de 1993   | Verandas Willems (2014)              |  |
| Thomas Petit | 17 de novembre de 1996 | Ottignies-Perwez (2015)              |  |
| Alexandre Seny | 22 de juny de 1994     |                                      |  |
| Laurens Vandermeer | 12 de març de 1997     | Davo Tongeren (2015)                 |  |
| Maxime Vekeman | 14 de setembre de 1993 |                                      |  |
| Alexandre Toubeau (1 de ago–31 de des, aprenent) | 30 de desembre de 1995 |                                      |  |
| Victor Van Bost (23 de ago–31 de des, aprenent) | 23 de gener de 1996    |                                      |  |
| |                        |                                      |  |
| Fonts: ProCyclingStats Cycling Archives |                        |                                      |  |

| \| Llista de l'equip 2017 \| Llista de l'equip 2017 \| Llista de l'equip 2017 \| Llista de l'equip 2017 \| \| Ciclista \| Data de naixement \| Equip previ \| \| \| ---------------------------------------------- \| ---------------------- \| ------------------------------------ \| ---------------------- \| \| Auxence Buntinx \| 13 de desembre de 1996 \| Ottignies-Perwez (2015) \| \| \| Sébastien Carabin \| 28 de març de 1989 \| \| \| \| Olivier Cornet \| 21 de setembre de 1997 \| UC Seraing Crabbé Performance (2015) \| \| \| Merlijn Decoster \| 11 de novembre de 1994 \| \| \| \| Guillaume Delvaux \| 20 de juny de 1996 \| VC Ardennes (2014) \| \| \| Antoine Didier \| 31 de març de 1992 \| \| \| \| Tom Galle \| 13 de setembre de 1995 \| \| \| \| Guillaume Haag \| 9 de novembre de 1989 \| \| \| \| Julien Kaise \| 12 de gener de 1995 \| Color Code-Arden'Beef (2016) \| \| \| Max Emil Kørner \| 3 de juny de 1991 \| Ringeriks-Kraft (2016) \| \| \| Bastien Kroonen \| 5 de desembre de 1996 \| VC Ardennes (2014) \| \| \| Maximilien Picoux \| 12 de novembre de 1995 \| Color Code-Arden'Beef (2016) \| \| \| Caine Van Mol \| 3 de gener de 1995 \| \| \| \| Laurens Vandermeer \| 12 de març de 1997 \| Davo Tongeren (2015) \| \| \| Anthony Vandrepotte \| 26 de abril de 1996 \| \| \| \| Maxime Vekeman \| 14 de setembre de 1993 \| \| \| \| Hampus Anderberg (1 de juny–31 de des) \| 25 de maig de 1996 \| ColoQuick-Cult (2016) \| \| \| Robin Haubruge (6 de juny–31 de des) \| 23 de maig de 1993 \| \| \| \| David Fransen (11 de ago–31 de des) \| 6 de febrer de 1997 \| \| \| \| William Elliott (1 de ago–31 de des, aprenent) \| 4 de abril de 1995 \| \| \| \| Edward Walsh (1 de ago–31 de des, aprenent) \| 22 de novembre de 1996 \| \| \| \| \| \| \| \| \| Fonts: Cycling Quotient Cycling Archives \| \| \| \| |                        |                                      |  |
| Llista de l'equip 2017 |                        |                                      |  |
| Ciclista | Data de naixement      | Equip previ                          |  |
| Auxence Buntinx | 13 de desembre de 1996 | Ottignies-Perwez (2015)              |  |
| Sébastien Carabin | 28 de març de 1989     |                                      |  |
| Olivier Cornet | 21 de setembre de 1997 | UC Seraing Crabbé Performance (2015) |  |
| Merlijn Decoster | 11 de novembre de 1994 |                                      |  |
| Guillaume Delvaux | 20 de juny de 1996     | VC Ardennes (2014)                   |  |
| Antoine Didier | 31 de març de 1992     |                                      |  |
| Tom Galle | 13 de setembre de 1995 |                                      |  |
| Guillaume Haag | 9 de novembre de 1989  |                                      |  |
| Julien Kaise | 12 de gener de 1995    | Color Code-Arden'Beef (2016)         |  |
| Max Emil Kørner | 3 de juny de 1991      | Ringeriks-Kraft (2016)               |  |
| Bastien Kroonen | 5 de desembre de 1996  | VC Ardennes (2014)                   |  |
| Maximilien Picoux | 12 de novembre de 1995 | Color Code-Arden'Beef (2016)         |  |
| Caine Van Mol | 3 de gener de 1995     |                                      |  |
| Laurens Vandermeer | 12 de març de 1997     | Davo Tongeren (2015)                 |  |
| Anthony Vandrepotte | 26 de abril de 1996    |                                      |  |
| Maxime Vekeman | 14 de setembre de 1993 |                                      |  |
| Hampus Anderberg (1 de juny–31 de des) | 25 de maig de 1996     | ColoQuick-Cult (2016)                |  |
| Robin Haubruge (6 de juny–31 de des) | 23 de maig de 1993     |                                      |  |
| David Fransen (11 de ago–31 de des) | 6 de febrer de 1997    |                                      |  |
| William Elliott (1 de ago–31 de des, aprenent) | 4 de abril de 1995     |                                      |  |
| Edward Walsh (1 de ago–31 de des, aprenent) | 22 de novembre de 1996 |                                      |  |
| |                        |                                      |  |
| Fonts: Cycling Quotient Cycling Archives |                        |                                      |  |

## Classificacions UCI

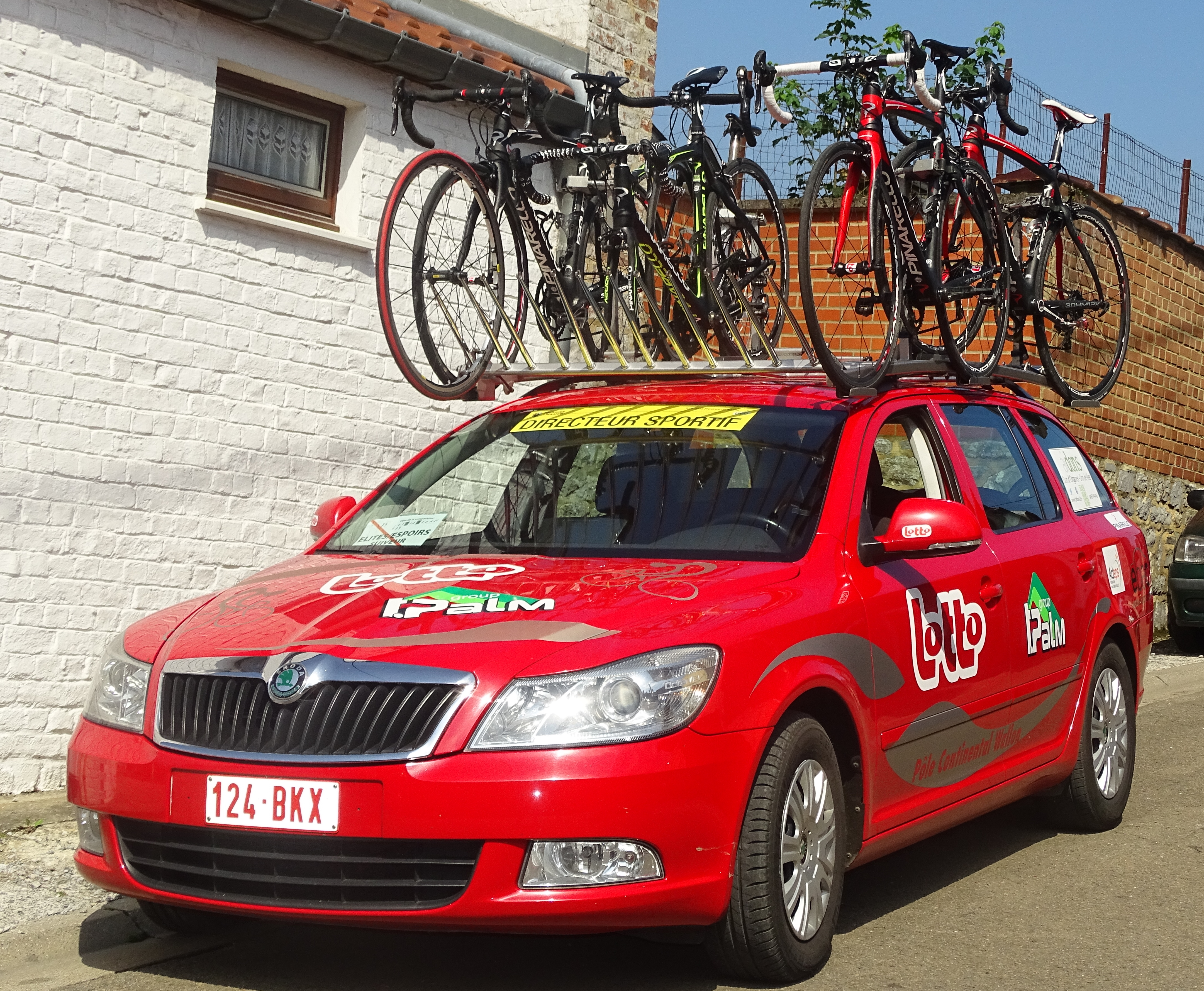
Vehicle de l'equip al 2015

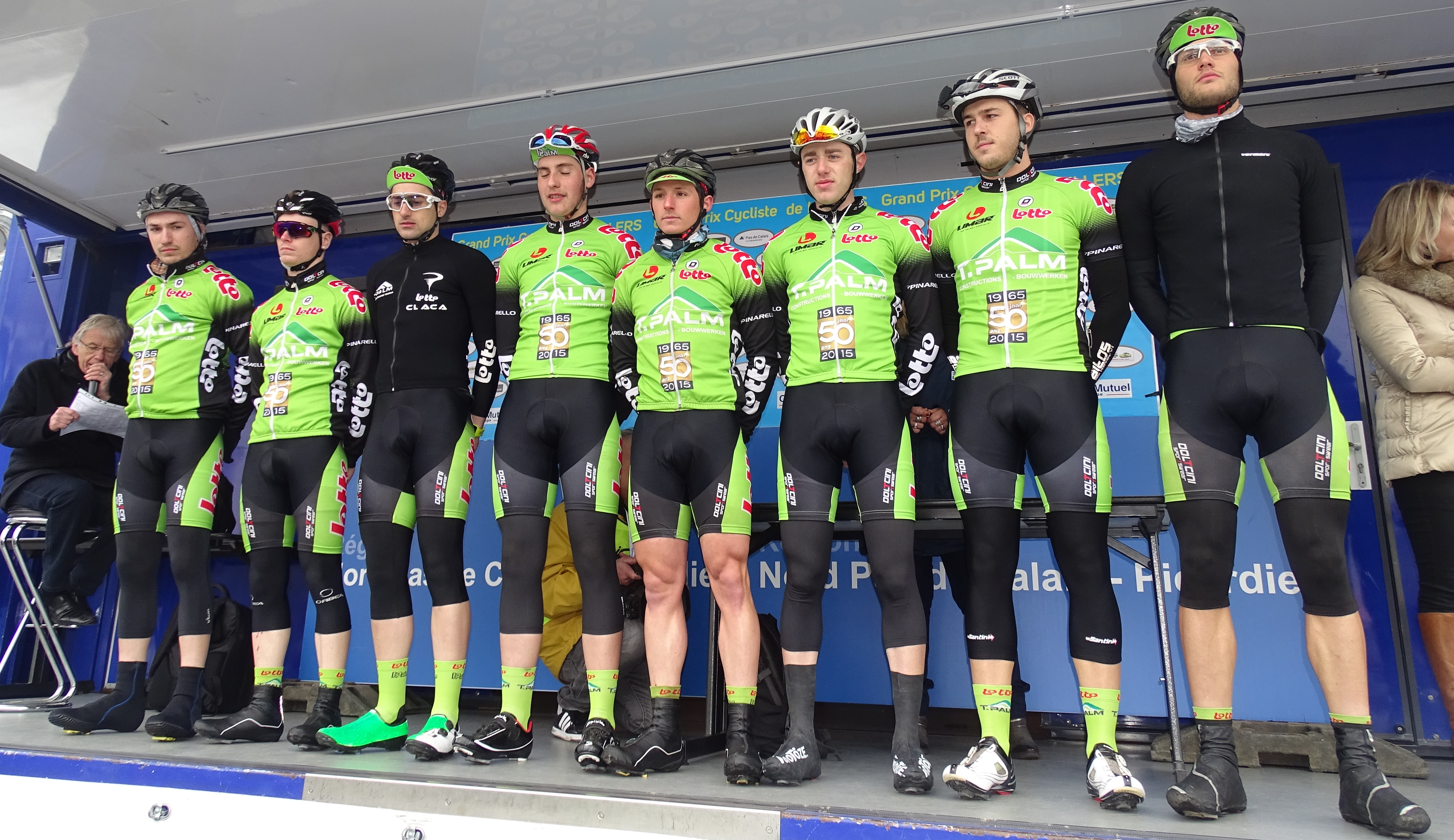
L'equip al 2016

A partir del 2006, l'equip participa en els Circuits continentals de ciclisme. La següent classificació estableix la posició de l'equip en finalitzar la temporada.
UCI Àfrica Tour
| Temporada | Classificació per equips | Millor ciclista en la classificació individual |
| --------- | ------------------------ | ---------------------------------------------- |
| 2009      | 20è                      | Jérémy Burton (132è)                           |
| 2010      | 11è                      | Jérémy Burton (81è)                            |
| 2017      | 22è                      | Edward Walsh (143è)                            |

UCI Àsia Tour
| Temporada | Classificació per equips | Millor ciclista en la classificació individual |
| --------- | ------------------------ | ---------------------------------------------- |
| 2017      | 98è                      | William Elliott (569è)                         |

UCI Europa Tour
| Temporada | Classificació per equips | Millor ciclista en la classificació individual |
| --------- | ------------------------ | ---------------------------------------------- |
| 2006      | 79è                      | Jean Philippe Dony (340è)                      |
| 2007      | 88è                      | Kevyn Ista (233è)                              |
| 2008      | 88è                      | Fabio Polazzi (496è)                           |
| 2009      | 115è                     | Romain Fondard (938è)                          |
| 2010      | 85è                      | Edwig Cammaerts (335è)                         |
| 2011      | 115è                     | Boris Dron (1183è)                             |
| 2012      | 91è                      | Tom David (298è)                               |
| 2013      | 111è                     | Andrew Ydens (538è)                            |
| 2014      | 122è                     | Andrew Ydens (907è)                            |
| 2015      | -                        | -                                              |
| 2016      | -                        | -                                              |
| 2017      | 95è                      | Hampus Anderberg (404è)                        |

UCI Oceania Tour
| Temporada | Classificació per equips | Millor ciclista en la classificació individual |
| --------- | ------------------------ | ---------------------------------------------- |
| 2009      | 20è                      | Ryan Wills (47è)                               |
| 2010      | 23è                      | Romain Fondard (53è)                           |